# Oxima

Els dos tipus d'oximes.

Una oxima és un compost químic que pertany a les imines, amb la fórmula general {\displaystyle {\ce {R^1R^2C=N-OH}}}, on {\displaystyle {\ce {R^1}}} és una cadena lateral orgànica i {\displaystyle {\ce {R^2}}} pot ser hidrogen, formant una aldoxima, o un altre grup orgànic, formant una cetoxima.

## Història

Viktor Meyer (1848–1897).

El terme «oxima» data del segle xix, que prové de la simplificació del mot ara obsolet «oxiimida», un mot creuat de les paraules oxi(gen) i imida. L'existència d'aquests composts amb el grup funcional {\displaystyle {\ce {=N-OH}}} era qüestionada a finals del segle xix. La primera oxima a sintetitzar-se fou la metilglioxima {\displaystyle {\ce {CH3C(=NOH)CH(=NOH)}}} el 1882, gràcies al treball de dos químics, l'alemany Viktor Meyer (1848–1897) i el seu alumne suís Alois Janny. L'anomenaren en alemany «Acetoximsäure» (àcid acetoxímic). Posteriorment, el mateix 1882, sintetitzaren l'oxima de la propanona {\displaystyle {\ce {(CH3)2C=NOH}}}, posant-li el nom en alemany «Acetoxim» (acetoxima).
Durant la dècada de 1960, les oximes s'identificaren a les plantes com a intermedis en la biosíntesi dels metabòlits glucòsids cianogènics i glucosinolats. Aquestes classes de productes naturals s'han reconegut des de fa temps com a part de sistemes de defensa de dos components contra herbívors i plagues. Les primeres oximes naturals s'identificaren el 1967 i són l'oxima de l'isobutanal i l'oxima del fenilacetaldehid.

## Estat natural
Les oximes estan implicades en moltes funcions diferents en el metabolisme de les plantes, sigui com a producte final sigui com a intermedi en la producció de metabòlits generals i especialitzats. En particular, les oximes són intermedis en la biosíntesi dels coneguts compostos de defensa glucòsids i glucosinolats cianogènics i en la formació de l'hormona auxina. Les oximes també tenen un paper en la defensa directa, per exemple, l'oxima del fenilacetaldehid s'ha identificat com un metabòlit acumulat que funciona com a agent dissuasiu en l'arbre Populus trichocarpa. A més, s'emeten oximes volàtils a partir d'una sèrie d'espècies vegetals diferents que tenen un paper en la comunicació vegetal. Tanmateix, per a moltes de les estructures oximes identificades, la seva funció continua sent desconeguda.
La majoria de les oximes vegetals són metabòlits derivats d'aminoàcids formats per l'acció d'un citocrom P450 de la família CYP79.

## Nomenclatura

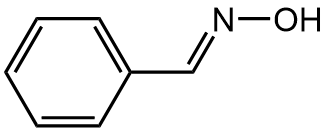
Oxima del benzaldehid.

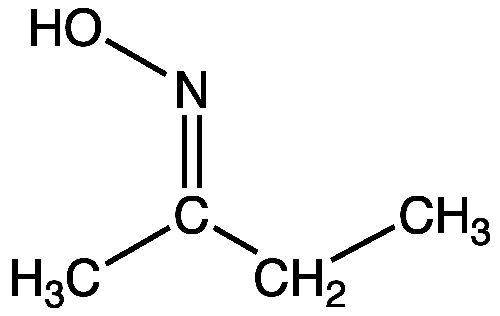
Oxima de la butanona o metil etil cetoxima (MEKO).

Les oximes es poden anomenar de dues maneres:
1. Anteposant la paraula «oxima» com a paraula separada (i la preposició i l’article que convinguin) abans del nom de l'aldehid {\displaystyle {\ce {RCOH}}} o de la cetona {\displaystyle {\ce {R^1R^2CO}}}. Exemples: oxima del propanal, oxima de la ciclohexanona, oxima de la benzofenona.[6][1]
2. Anteposant el prefix «hidroxiimino–» al nom del compost corresponent {\displaystyle {\ce {RCH3}}} o {\displaystyle {\ce {CH2R^1R^2}}} en el cas que el compost contengui també un grup amb preferència sobre el grup carbonil {\displaystyle {\ce {C=O}}} per a la citació com a grup principal. Exemple: àcid 4-(hidroxiimino)-1-metil-2,5-ciclohexadien-1-carboxílic.[6][1]

Les oximes O-substituïdes contenen el grup {\displaystyle {\ce {=N-OR}}} i es poden anomenar com a oximes O‑substituïdes o com a imines substituïdes amb grups alcoxi. Per exemple el compost {\displaystyle {\ce {CH3-CH2-CH=N-O-C2H5}}} pot anomenar-se O-etiloxima del propanal o N-etoxipropan-1-imina.
Les amidoximes són oximes d'hemiaminals amb l'estructura general {\displaystyle {\ce {RC(=NOH)(NRR')}}}.

## Síntesi
Les oximes generalment es generen per reacció d'hidroxilamina {\displaystyle {\ce {NH2-OH}}} amb aldehids o cetones. La condensació d'aldehids amb hidroxilamina dona aldoximes, i les cetoximes es produeixen a partir de cetones i hidroxilamina. El mecanisme de la reacció s'inicia amb un atac nucleofílic del nitrogen de la hidroxilamina al carboni del grup carbonil segons el següent mecanisme.
Les oximes també es poden sintetitzar mitjançant l'oxidació d'amines alifàtiques mitjançant m-CPBA, àcid 3-cloroperbenzoic. Aquesta reacció va donar rendiments molt alts (> 90 %) en 20 min i a temperatura ambient.

## Usos

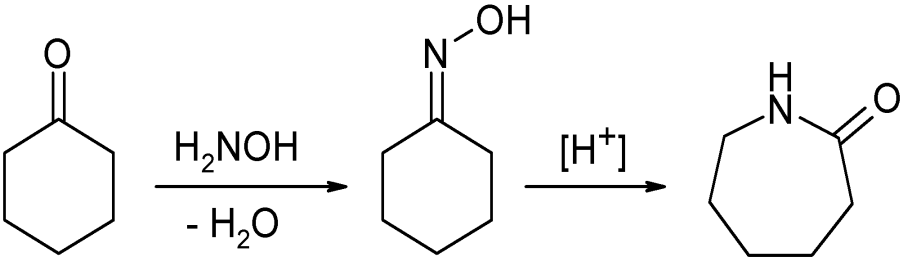
Síntesi de la caprolactama.

### Síntesi del niló 6
L'oxima de la ciclohexanona és un intermedi de la producció industrial de caprolactama, un precursor del Niló 6. Aproximadament la meitat del subministrament mundial de ciclohexanona, més de mil milions de quilograms cada any, es converteix en la seva oxima per reacció amb la hidroxilamina. En presència d'àcid sulfúric, que fa la funció de catalitzador, l'oxima de la ciclohexanona que s'ha format, experimenta el rearranjament de Beckmann per donar l'amida cíclica caprolactama.

### Fàrmacs

Fàrmacs
Fluvoxamina.
Iodur de pralidoxima

Actualment, tres oximes tenen aplicacions com a fàrmacs, la fluvoxamina, la pralidoxima i l'obidoxima. La fluvoxamina conté un grup funcional oxima i és un antidepressiu que funciona farmacològicament com un inhibidor selectiu de la recaptació del neurotransmissor serotonina. S'utilitza per tractar el trastorn obsessivocompulsiu.
La pralidoxima és un antídot contra els pesticides organofosforats i altres productes químics com ara gasos nerviosos emprats en la guerra química. Els organofosfats s'uneixen al lloc esteràtic de l'acetilcolinesterasa, la qual cosa provoca inicialment una inactivació reversible de l'enzim. Si es dona pralidoxima a la persona enverinada dins de les 24 hores, després de l'exposició als organofosfats, la pralidoxima reactiva l'enzim colinesterasa tallant l'enllaç fosfat-èster format entre l'organofosfat i l'acetilcolinesterasa. També s'empra per al mateix tractament com antídot una altra oxima, l'obidoxima.

### Altres aplicacions

Complex de la dimetilglioxima amb níquel(+2).
Estructura de Ni(dmgH)₂.
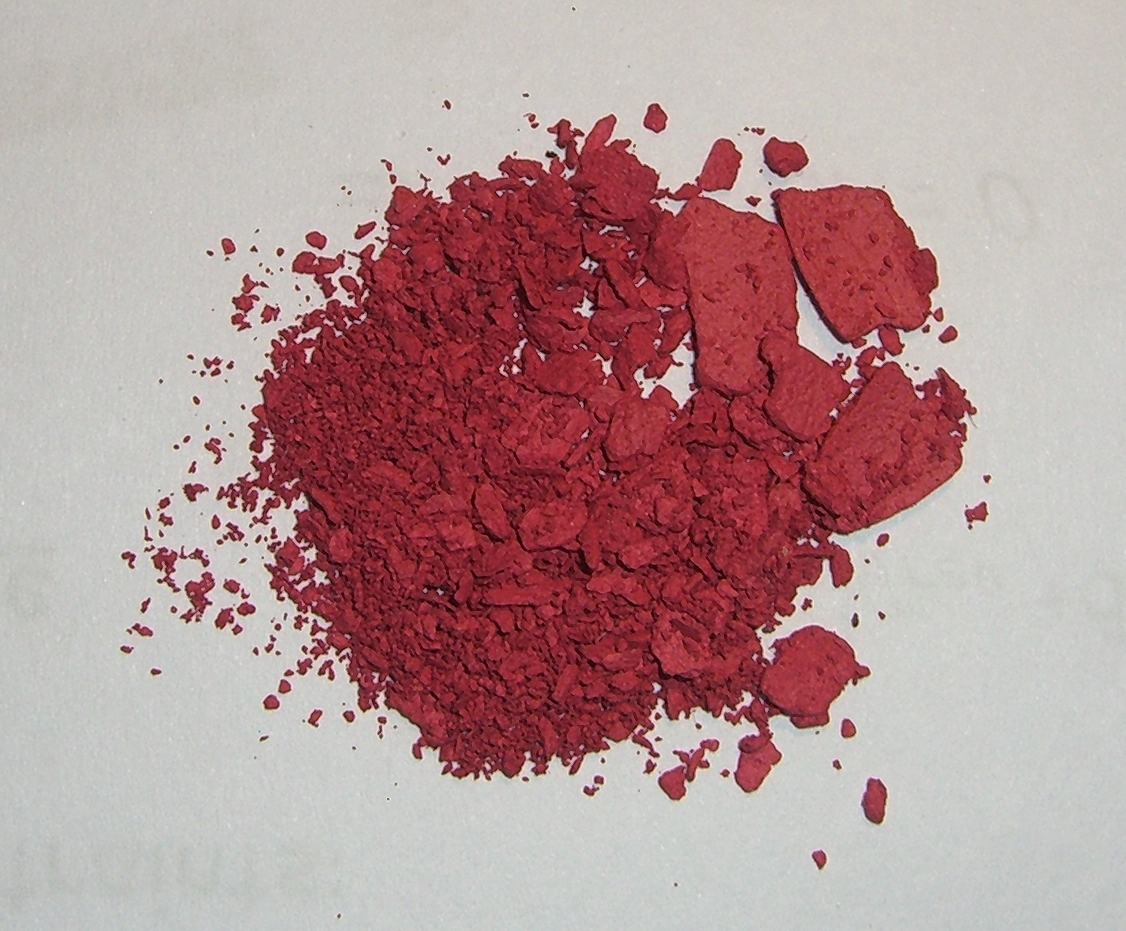
Mostra de Ni(dmgH)₂.

L'oxima de la butanona, o metil etil cetoxima (MEKO), és un excel·lent agent antiescamant per a pintures, vernissos i tintes d'impressió. També s'utilitza àmpliament com a agent de bloqueig d'isocianats en l'emprimació d'automòbils (recobriment d'electrodeposició) per a treballs de pintura i com a agent de curació de cautxú de silici per la seva excel·lent resistència a l'aigua i a la calor.
La dioxima de la butandiona o dimetilglioxima (dmgH₂), introduïda el 1905 pel químic rus Lev Aleksàndrovitx Txugàiev (1873–1922) de la Universitat de Sant Petersburg, és un lligand usat en química analítica⁣, ja que dona complexos acolorits amb molts dels metalls de transició i alguns lantanoides que la fan útil per anàlisis colorimètriques. En destaca el seu ús en l'anàlisi de mostres de níquel, amb el qual forma un complex d'un intens color vermell.